# Чарлс Сокаридис
Чарлс Сокаридис (на английски: Charles W. Socarides) е американски психиатър, психоаналитик, лекар, педагог и автор.

## Биография
Роден е на 24 януари 1922 година в Броктън, САЩ. На 13 години решава, че ще стане лекар и психоаналитик след като прочита биографията на Зигмунд Фройд. Завършва Харвардския колеж и получава сертификата си за психоаналитична медицина през 1952 от това, което сега е известно като Център за психоаналитично обучение и изследване към Колумбийският университет.
Сокаридис се фокусира през голяма част от кариерата си върху изследване на хомосексуалността, която той вярва, че е променима. Той помага за основаването на Националната асоциация за изследване и терапия на хомосексуалността през 1992 и работи интензивно с организацията до смъртта си. Той не разглежда хомосексуалността като неморална, веднъж заявявайки, че „Веднъж моите пациенти да постигнат прозрение в тези динамики и да осъзнаят, че няма морална грешка включена в тяхната дълготрайна и мистериозна нужна, те ще се придвижат по-скоро бързо по пътя на възстановяване“.
Сокаридис е автор и съавтор на редица книги и психоаналитични статии.
Умира на 25 декември 2005 година в Ню Йорк на 83-годишна възраст.